# Governatore del Nevada

Bandiera del Governatore

Il governatore del Nevada è il primo magistrato, il capo dell'esecutivo e delle forze armate dello Stato americano del Nevada. 
Il governatore ha il dovere di far rispettare le leggi dello stato, di approvare o di meter il veto sulle leggi approvate dal parlamento del Nevada, convocare in qualsiasi momento lo stesso parlamento e, salvo i casi di tradimento o impeachment, di concedere grazie e proroghe.
Il governatore ha una durata di quattro anni, rinnovabile una sola volta.  Per essere eletto governatore, occorre avere 25 anni, e deve essere stato un cittadino del Nevada per almeno due anni, al momento della elezione.

## Governatori
Partiti politici: 

  Repubblicano (15)
  Democratico (12)
  Argento (4)
  Sconosciuto
Stato: 

  Facente funzioni
† Deceduto durante il mandato
| #  | Foto           | Governatore                      | Mandato           | Mandato             | Termini | Termini    | Vicegovernatore      | Vicegovernatore     |
| #  | Foto           | Governatore                      | Inizio            | Termine             | N.      | Elezione   | Vicegovernatore      | Vicegovernatore     |
| -- | -------------- | -------------------------------- | ----------------- | ------------------- | ------- | ---------- | -------------------- | ------------------- |
| 1  |                | Henry G. Blasdel (1825-1900)     | 5 dicembre 1864   | 2 gennaio 1871      | 1       | 1864       |                      | John S. Crosman     |
| 1  | 2              | Henry G. Blasdel (1825-1900)     | 5 dicembre 1864   | 2 gennaio 1871      | 1866    |            | James S. Slingerland |                     |
| 2  |                | Lewis R. Bradley (1805-1879)     | 2 gennaio 1871    | 6 gennaio 1879      | 1       | 1870       |                      | Frank Denver        |
| 2  | 2              | Lewis R. Bradley (1805-1879)     | 2 gennaio 1871    | 6 gennaio 1879      | 1874    |            | Pressly C. Hyman     |                     |
| 3  |                | John H. Kinkead (1826-1904)      | 6 gennaio 1879    | 1º gennaio 1883     | 1       | 1878       |                      | Jewett W. Adams     |
| 4  |                | Jewett W. Adams (1835-1920)      | 1º gennaio 1883   | 3 gennaio 1887      | 1       | 1882       |                      | Charles E. Laughton |
| 5  |                | Charles C. Stevenson (1826-1890) | 3 gennaio 1887    | 21 settembre 1890 † | 1       | 1886       |                      | Henry C. Davis †    |
| 5  | 2              | Charles C. Stevenson (1826-1890) | 3 gennaio 1887    | 21 settembre 1890 † | 1890    |            | Samuel W. Chubbuck   |                     |
| 5  | 2              | Charles C. Stevenson (1826-1890) | 3 gennaio 1887    | 21 settembre 1890 † | 1890    | Frank Bell |                      |                     |
| 6  |                | Frank Bell (1840-1927)           | 21 settembre 1890 | 5 gennaio 1891      | ½       | —          | Vacante              | Vacante             |
| 7  |                | Roswell K. Colcord (1839-1939)   | 5 gennaio 1891    | 7 gennaio 1895      | 1       | 1890       |                      | Joseph Poujade      |
| 8  |                | John E. Jones (1840-1896)        | 7 gennaio 1895    | 10 aprile 1896 †    | 1       | 1894       |                      | Reinhold Sadler     |
| 9  |                | Reinhold Sadler (1843-1908)      | 10 aprile 1896    | 5 gennaio 1903      | ½       | —          | Vacante              | Vacante             |
| 9  | 1              | Reinhold Sadler (1843-1908)      | 10 aprile 1896    | 5 gennaio 1903      | 1898    |            | James R. Judge       |                     |
| 10 |                | John Sparks (1843-1908)          | 5 gennaio 1903    | 22 maggio 1908 †    | 1       | 1902       |                      | Lemuel Allen        |
| 10 | ½              | John Sparks (1843-1908)          | 5 gennaio 1903    | 22 maggio 1908 †    | 1906    |            | Denver S. Dickerson  |                     |
| 11 |                | Denver S. Dickerson (1872-1925   | 22 maggio 1908    | 2 gennaio 1911      | ½       | —          | Vacante              | Vacante             |
| 12 |                | Tasker L. Oddie (1870-1950)      | 2 gennaio 1911    | 4 gennaio 1915      | 1       | 1910       |                      | Gilbert C. Ross     |
| 13 |                | Emmet D. Boyle (1879-1926)       | 4 gennaio 1915    | 1º gennaio 1923     | 1       | 1914       |                      | Maurice J. Sullivan |
| 13 | 2              | Emmet D. Boyle (1879-1926)       | 4 gennaio 1915    | 1º gennaio 1923     | 1918    |            |                      | Maurice J. Sullivan |
| 14 |                | James G. Scrugham (1880-1945)    | 1º gennaio 1923   | 3 gennaio 1927      | 1       | 1922       |                      | Maurice J. Sullivan |
| 15 |                | Fred B. Balzar (1880-1934)       | 3 gennaio 1927    | 21 marzo 1934 †     | 1       | 1926       |                      | Morley Griswold     |
| 15 | ½              | Fred B. Balzar (1880-1934)       | 3 gennaio 1927    | 21 marzo 1934 †     | 1930    |            |                      | Morley Griswold     |
| 16 |                | Morley Griswold (1890-1951)      | 21 marzo 1934     | 7 gennaio 1935      | ½       | —          | Vacante              | Vacante             |
| 17 |                | Richard Kirman, Sr. (1877-1959)  | 7 gennaio 1935    | 2 gennaio 1939      | 1       | 1934       |                      | Fred S. Alward      |
| 18 |                | Edward P. Carville (1885-1956)   | 2 gennaio 1939    | 24 luglio 1945      | 1       | 1938       |                      | Maurice J. Sullivan |
| 18 | ½              | Edward P. Carville (1885-1956)   | 2 gennaio 1939    | 24 luglio 1945      | 1942    |            | Vail M. Pittman      |                     |
| 19 |                | Vail M. Pittman (1880-1964)      | 24 luglio 1945    | 1º gennaio 1951     | ½       | —          | Vacante              | Vacante             |
| 19 | 1              | Vail M. Pittman (1880-1964)      | 24 luglio 1945    | 1º gennaio 1951     | 1946    |            | Clifford A. Jones    |                     |
| 20 |                | Charles H. Russell (1903-1989)   | 1º gennaio 1951   | 5 gennaio 1959      | 1       | 1950       | Clifford A. Jones    |                     |
| 20 | 2              | Charles H. Russell (1903-1989)   | 1º gennaio 1951   | 5 gennaio 1959      | 1954    |            | Rex Bell †           |                     |
| 21 |                | Grant Sawyer (1918-1996)         | 5 gennaio 1959    | 2 gennaio 1967      | 1       | 1958       | Rex Bell †           |                     |
| 21 | Maude Frazier  | Grant Sawyer (1918-1996)         | 5 gennaio 1959    | 2 gennaio 1967      | 1       | 1958       |                      |                     |
| 21 | 2              | Grant Sawyer (1918-1996)         | 5 gennaio 1959    | 2 gennaio 1967      | 1962    |            | Paul Laxalt          |                     |
| 22 |                | Paul Laxalt (1922-2018)          | 2 gennaio 1967    | 4 gennaio 1971      | 1       | 1966       |                      | Edward Fike         |
| 23 |                | Mike O'Callaghan (1929-2004)     | 4 gennaio 1971    | 1º gennaio 1979     | 1       | 1970       |                      | Harry Reid          |
| 23 | 2              | Mike O'Callaghan (1929-2004)     | 4 gennaio 1971    | 1º gennaio 1979     | 1974    |            | Robert E. Rose       |                     |
| 24 |                | Robert List (1936-)              | 1º gennaio 1979   | 3 gennaio 1983      | 1       | 1978       |                      | Myron E. Leavitt    |
| 25 |                | Richard Bryan (1937-)            | 3 gennaio 1983    | 3 gennaio 1989      | 1       | 1982       |                      | Bob Cashell         |
| 25 | ½              | Richard Bryan (1937-)            | 3 gennaio 1983    | 3 gennaio 1989      | 1986    |            | Bob Miller           |                     |
| 26 |                | Bob Miller (1945-)               | 3 gennaio 1989    | 4 gennaio 1999      | ½       | —          | Vacante              | Vacante             |
| 26 | 1              | Bob Miller (1945-)               | 3 gennaio 1989    | 4 gennaio 1999      | 1990    |            | Sue Wagner           |                     |
| 26 | 2              | Bob Miller (1945-)               | 3 gennaio 1989    | 4 gennaio 1999      | 1994    |            | Lonnie Hammargren    |                     |
| 27 |                | Kenny Guinn (1936-2010)          | 4 gennaio 1999    | 1º gennaio 2007     | 1       | 1998       |                      | Lorraine Hunt       |
| 27 | 2              | Kenny Guinn (1936-2010)          | 4 gennaio 1999    | 1º gennaio 2007     | 2002    |            |                      | Lorraine Hunt       |
| 28 |                | Jim Gibbons (1944-)              | 1º gennaio 2007   | 3 gennaio 2011      | 1       | 2006       |                      | Lorraine Hunt       |
| 28 | Brian Krolicki | Jim Gibbons (1944-)              | 1º gennaio 2007   | 3 gennaio 2011      | 1       | 2006       |                      |                     |
| 29 |                | Brian Sandoval (1963-)           | 3 gennaio 2011    | 7 gennaio 2019      | 1       | 2010       |                      |                     |
| 29 | 2              | Brian Sandoval (1963-)           | 3 gennaio 2011    | 7 gennaio 2019      | 2014    |            | Mark Hutchison       |                     |
| 30 |                | Steve Sisolak (1953-)            | 7 gennaio 2019    | 2 gennaio 2023      | 1       | 2018       |                      | Kate Marshall       |
| 31 |                | Joe Lombardo (1962-)             | 2 gennaio 2023    | in carica           | 1       | 2022       |                      | Stavros Anthony     |

## Altre cariche elevate tenute dai governatori
| Governatore        | Periodo                  | Congresso | Congresso | Altri incarichi                       |
| Governatore        | Periodo                  | Camera    | Senato    | Altri incarichi                       |
| ------------------ | ------------------------ | --------- | --------- | ------------------------------------- |
| James W. Nye       | 1861–1864 (territoriale) |           | S         |                                       |
| John Henry Kinkead | 1879–1883                |           |           | Governatore del Distretto dell'Alaska |
| Tasker Oddie       | 1911–1915                |           | S         |                                       |
| James G. Scrugham  | 1923–1927                | H         | S         |                                       |
| Edward P. Carville | 1939–1945                |           | S*        |                                       |
| Charles H. Russell | 1951–1959                | H         |           |                                       |
| Paul Laxalt        | 1967–1971                |           | S         |                                       |
| Richard Bryan      | 1983–1989                |           | S*        | Procuratore generale del Nevada       |
| Jim Gibbons        | 2007–2011                | H         |           |                                       |
| Brian Sandoval     | 2011–2019                |           |           | Procuratore generale del Nevada       |

* denota quegli uffici che il governatore rassegnato a prendere.